# Феримолібдит
Феримолібдит (рос. ферримолибдит; англ. ferrimolybdite; нім. Ferri-Molybdit m) — мінерал, водний молібдат окисного заліза шаруватої будови.
Від фери... і назви мінералу молібдиту (П. П. Пилипенко, 1914).
Синоніми: вохра свинцева водна.

## Опис
Хімічна формула: Fe23+[MoO4]3•8H2O.
Містить (%): Fe2O3 — 22,01; MoO3 — 59,42; H2O — 18,57.
Сингонія ромбічна. Форми виділення: зернисті лускуваті кірки, рідше — волокнисті або лускуваті кристали. Спайність ясна по (001). Густина 4,0-4,5. Твердість 1-2. Колір сірчано-жовтий. Продукт вивітрювання молібденіту. Зустрічається в зонах окиснення рудних родовищ в асоціації з молібденітом, іноді лімонітом.

## Розповсюдження
Основні знахідки: Берґгісхюбель і Альтенберґ (Саксонія, ФРН), Півд. Тіроль (Італія), Швеція, Нуммердаль (Норвегія), Буена-Віста (шт.Невада, США). Рідкісний.